# Adam Świeżyński
Adam Jacek Świeżyński (ur. 1974) – polski duchowny rzymskokatolicki, filozof, profesor nauk humanistycznych w zakresie filozofii, profesor zwyczajny Uniwersytetu Kardynała Stefana Wyszyńskiego w Warszawie, specjalności naukowe: filozofia nauk przyrodniczych, filozofia przyrody, filozofia religii.

## Życiorys
Odbył studia filozoficzno-teologiczne w Gdańskim Seminarium Duchownym (1993–1999) i Wydziale Teologicznym Akademii Teologii Katolickiej w Warszawie (1995–1999), gdzie w 1999 otrzymał tytuł magistra teologii na Wydziale Teologicznym Akademii Teologii Katolickiej na podstawie pracy pt. Zagadnienie godnej śmierci człowieka. Wybrane problemy bioetyczne (promotor: ks. prof. dr hab. Kazimierz Kloskowski). Święcenia kapłańskie przyjął 19 czerwca 1999 roku. W latach 2000–2003 studiował na Wydziale Filozofii Chrześcijańskiej UKSW w Warszawie.
W 2003 na podstawie napisanej pod kierunkiem Anny Latawiec rozprawy pt. Tadeusza Wojciechowskiego ewolucyjna koncepcja śmierci człowieka (recenzenci: ks. prof. dr hab. Mieczysław Lubański, prof. dr hab. Jerzy Supady) nadano mu na Wydziale Filozofii Chrześcijańskiej UKSW stopień doktora nauk humanistycznych w zakresie filozofii. W 2012 na tym samym wydziale na podstawie monografii pt. Filozofia cudu. W poszukiwaniu adekwatnej koncepcji zdarzenia cudownego uzyskał habilitację w zakresie nauk humanistycznych (dyscyplina: filozofia).
27 czerwca 2024 roku uzyskał tytuł profesora nauk humanistycznych w zakresie filozofii.
Pełnione funkcje:
- od 2020 – redaktor naczelny czasopisma filozoficznego „Studia Philosophiae Christianae”
- od 2013 – profesor Uniwersytetu Kardynała Stefana Wyszyńskiego w Warszawie na Wydziale Filozofii Chrześcijańskiej Wydziału Filozofii Chrześcijańskiej UKSW
- 2019–2020 – dziekan Wydziału Filozofii Chrześcijańskiej Wydziału Filozofii Chrześcijańskiej UKSW
- 2012–2019 – prodziekan Wydziału Filozofii Chrześcijańskiej Wydziału Filozofii Chrześcijańskiej UKSW
- od 2015 członek Komitetu Nauk Filozoficznych PAN
- 2005–2009 – prorektor Gdańskiego Seminarium Duchownego[4].